# بهار أباد (قهاب رستاق)
بهار أباد (بالإنجليزية: Baharabad, Semnan)‏ هي مستوطنة تقع في إيران في قسم قهاب رستاق الريفي.